# Andrij Łopuszanski
Andrij Jarosławowycz Łopuszanski, ukr. Андрій Ярославович Лопушанський (ur. 4 grudnia 1962 w Dobromilu) – ukraiński polityk i przedsiębiorca, były wiceprezes Naftohazu Ukrainy, poseł do Rady Najwyższej.

## Życiorys
W 1990 został absolwentem Iwano-Frankiwskiego Instytutu Nafty i Gazu, uzyskał stopień kandydata nauk. Pracował w sektorze prywatnym, m.in. zajmował stanowisko przewodniczącego rady nadzorczej przedsiębiorstwa ZAT UPK Dobromyl. Dołączył do Kongresu Ukraińskich Nacjonalistów, wchodząc w skład władz krajowych tego ugrupowania. W kwietniu 2005 objął funkcję wiceprezesa, a w lipcu tegoż roku pierwszego wiceprezesa Naftohazu Ukrainy, ukraińskiego państwowego koncernu sektora paliwowo-energetycznego, którym w tym czasie zarządzał lider KUN Ołeksij Iwczenko.
W latach 2006–2007 sprawował mandat deputowanego do Rady Najwyższej V kadencji, wybrany został z ramienia Bloku Nasza Ukraina. W październiku 2007 powrócił do pracy w Naftohazie Ukrainy na dotychczasowe stanowisko, odwołano go w czerwcu 2014. W tym samym roku Andrij Łopuszanski uzyskał mandat posła VIII kadencji, wygrywając wybory w jednym z okręgów obwodu lwowskiego (pokonał m.in. Andrija Tiahnyboka, posła Swobody i brata jej lidera Ołeha Tiahnyboka). W parlamencie dołączył do frakcji Bloku Petra Poroszenki. W 2019 utrzymał mandat poselski na kolejną kadencję.